# Jerzy Sewer Dunin Borkowski
Jerzy Sewer Teofil Dunin Borkowski herbu Łabędź (ur. 1 października 1856 w Dubiecku, zm. 23 października 1908 w Janowie) – hrabia, heraldyk, działacz społeczny, polityk, ziemianin.

## Życiorys
Urodził się 1 października 1856 na zamku w Dubiecku w polskiej rodzinie arystokratycznej Dunin-Borkowskich, jako syn hr. Edwarda Kamila (1812–1859) i hr. Laury z Krasickich. Edukację rozpoczął w szkołach w Tarnopolu i Feldkirchu. Egzamin dojrzałości zdał w Krakowie. Studiował prawo na uniwersytetach w Innsbrucku i Wiedniu. W 1879 w wyniku podziału rodowych włości, objął w posiadanie majątek ziemski Gródek z okolicznymi wsiami. Kilka lat potem zakupił sąsiadujące dobra kasperoweckie.
Wiele czasu poświęcał pracy społecznej. Przyczynił się do rozwoju oświaty polskiej, budował szkoły ludowe i ochronki. Pełnił wiele funkcji politycznych i społecznych: prezes Wydziału powiatowego w Trembowli (1887–1903), prezes trembowelskiej kasy oszczędności (1889-1904), poseł do Rady Państwa w Wiedniu VII (1889-1891) i IX kadencji (1897-1900), radny miasta Lwowa (1889-1905), delegat Ziemskiego Galicyjskiego Towarzystwa Kredytowego, korespondent c.k. komisji centralnej dla badania i utrzymywania pomników sztuki i zabytków w Galicji (1896), dyrektor lwowskiego Towarzystwa Sztuk Pięknych (1888), członek zarządu głównego Galicyjskich Kółek Rolniczych (1894-1896 i 1899-1902), członek rady nadzorczej Wschodniogalicyjskiej Kolei Lokalnej (1902), prezes Galicyjskiego Towarzystwa Leśnego (od 1901), członek Rady Powiatu zaleszczyckiego (1907).
Był obywatelem honorowym miast: Trembowli (1887), Zbaraża (1889), Janowa, Strussowa (1887) i Budzanowa (1892). Cesarsko-Królewski szambelan od 18 sierpnia 1880, od 22 maja 1879 był Kawaler Honorowy Maltański, 23 maja 1884 został uhonorowany papieskim Krzyżem Wielkim Orderu Grobu Świętego.
Podobnie jak bracia jego ojca, Józef i Leszek zajmował się literaturą, pisał wiersze i nowele oraz artykuły społeczno-polityczne, które publikował w prasie codziennej. Najwięcej czasu poświęcał heraldyce i genealogii. Należał do królewskiej włoskiej akademii heraldycznej w Pizie, instytutu araldiko-italiano oraz niemieckiego towarzystwa heraldycznego Der Adler. W 1891 podczas zjazdu heraldyków w Paryżu wybrano go honorowym prezesem obrad. W 1906 został prezesem Lwowskiego Towarzystwa Heraldycznego.
Był fundatorem kościoła w Szczytowcach oraz kaplic w Gródku i na Cmentarzu Łyczakowskim we Lwowie. W ostatnich latach życia ograniczył działalność publiczną przybity chorobą i śmiercią najstarszego syna.
Zmarł 23 października 1908 w Janowie. Został pochowany obok syna w krypcie kaplicy Dunin-Borkowskich na Cmentarzu Łyczakowskim we Lwowie (według jego nekrologu w Gazecie Lwowskiej, został pochowany w Młyniskach).

## Publikacje
W 1879 we Lwowie opublikował prace Oświata ludu wobec prądów społecznych. Z dziedziny heraldyki napisał i wydano:
- Rocznik szlachty polskiej. Tom I (Lwów 1881)
- Rocznik szlachty polskiej. Tom II (Lwów 1883)
- Spis nazwisk szlachty polskiej (tom I Lwów 1882, tom II tamże 1887)
- Polacy dygnitarzami austryackimi. I. Podkomorzowie i paziowie (1750-1890) (Lwów 1890)
- Panie polskie przy dworze rakuskim (Lwów 1891)
- Austriaccy tajni radcy w Galicji (Lwów 1891)
- Genealogie żyjących utytułowanych rodów polskich (Lwów 1895)
- Almanach błękitny. Genealogie żyjących rodów polskich (Lwów 1909).

## Rodzina
10 czerwca 1884 poślubił hr. Elżbietę z Łosiów herbu Dąbrowa. Żona wniosła mu we wianie majątki ziemskie Dołżanka i Domamorycz (pow. tarnopolski) oraz Janów, Młyniska, Kobyłowłoki, Słobódka Janowska i Zniesienie (pow. trembowelski). Z tego związku dzieci:
- Jerzy (ur. 1886, zm. 1905)[11]
- Maria Stella Elżbieta Wilhelmina (ur. 28 czerwca 1888 we Lwowie)
- Piotr Paweł Maria Józef Ignacy Jerzy (29 czerwca 1890 we Lwowie – 19 maja 1949 w Rzymie)
- Paweł Maria Mieczysław Stanisław Piotr Jerzy (ur. 22 lutego 1892 we Lwowie)
- Elżbieta Maria Paulina Laura Stanisława Ludwika (ur. 16 sierpnia 1893 w Młyniskach)
- Anna Maria Paulina Elżbieta Alexa Stanisława (ur. 17 lipca 1896 we Lwowie)
- Janusz Nepomucen Franciszek Jerzy Tymoteusz Maria Józef Piotr (ur. 22 sierpnia 1901 w Gródku)
- Paulina Maria Zofia Izydora Antonina Elżbieta (ur. 10 maja 1903 we Lwowie)[13].